# Branjina
Branjina – wieś w Chorwacji, w żupanii osijecko-barańskiej, w gminie Popovac. W 2011 roku liczyła 322 mieszkańców.